# Castilleja de Guzmán
Castilleja de Guzmán é um município da Espanha, na província de Sevilha, comunidade autónoma da Andaluzia. Tem 2,05 km² de área e em 2021 tinha 2 860 habitantes (densidade: 1 395,1 hab./km²). Pertence à Comarca Metropolitana de Sevilla, e limita com os municípios de Valencina de la Concepción e Camas.